# Cát Ngạn
Cát Ngạn là một xã thuộc tỉnh Nghệ An, Việt Nam. Xã được hình thành trên cơ sở sáp nhập các xã Minh Sơn (huyện Thanh Chương), Cát Văn và Phong Thịnh của huyện Thanh Chương trong đợt Sáp nhập tỉnh thành Việt Nam 2025.

## Địa lý
Xã Cát Ngạn có vị trí địa lý:
- Phía Đông giáp xã Đô Lương và xã Thuần Trung;
- Phía Nam giáp xã Tam Đồng;
- Phía Tây giáp xã Hạnh Lâm;
- Phía Bắc giáp xã Đô Lương.

Xã Cát Ngạn có diện tích tự nhiên 59,28 km².

## Hành chính và tên gọi
Xã Cát Ngạn được thành lập theo Nghị quyết số 1678/NQ-UBTVQH15 của Ủy ban Thường vụ Quốc hội Việt Nam, ban hành ngày 16 tháng 6 năm 2025. Theo đó, sắp xếp toàn bộ diện tích tự nhiên, quy mô dân số của các xã Minh Sơn (huyện Thanh Chương), Cát Văn và Phong Thịnh thuộc huyện Thanh Chương trước đây thành một xã mới có tên gọi là xã Cát Ngạn.
Sau sắp xếp xã có diện tích tự nhiên: 59,28 km², quy mô dân số: 22.995 người.